# Чёрная глотка
«Чёрная глотка» (англ. Black Throat) — американский межрасовый порнофильм 1985 года режиссёра Грегори Дарка.

## Описание
Фильм включает межрасовые и анальные сцены.
В оригинале фильма главную роль играла Трейси Лордз, но две сцены с её участием были вырезаны, когда следователи обнаружили, что на момент съёмок она была несовершеннолетней. Несмотря на это, её имя осталось в музыкальной теме в начале и конце фильма.

## Сюжет
Фильм начинается со сцены, где типичный белый парень Роско (Тони Мартино) ищет еду в мусорном ведре. Он разговаривает со своим другом Мистером Бобом, персонажем, представляющим собой говорящую резиновую крысу. Роско находит карточку с надписью «Дом божественного вдохновения мадам Мамбо через фелляцию». Он сбит с толку, поскольку не знает, что такое фелляция. Крыса зовёт Дебби, чтобы она показала Роско, что такое фелляция. В оригинальной версии картины в этой сцене появлялась Трейси Лордз. В новой редакции фильма Роско начинает поиск мадам Мамбо вместе с новоиспеченным сутенёром по имени Джамал. В первой сексуальной сцене Кевин Джеймс встречается с двумя актрисами — Purple Passion и Леди Стефани. Затем следует сцена с Эрикой Бойер, Марком Уоллисом и Стивом Пауэрсом, затем сцена с Доминиатрикс (Кристи Кэнион) и рабом (Питер Норт).

## В ролях
- Питер Норт
- Кристи Кэнион
- Сахара[2]
- Крэйг Робертс[3]
- Purple Passion[4]
- Тони Мартино[5]
- Кевин Джеймс
- Эрика Бойер
- Марк Уаллис
- Леди Стефани[6]
- Стив Дрэйк
- Джон Бэйли — роль без секса
- Трейси Лордз — вырезанные сцены

## Награды
- 1986: XRCO Award — лучшее видео[7]
- 2005: Зал славы XRCO[7]

## Сцены
| Сцена 1 | Трейси Лордз, Тони Мартино                     |
| Сцена 2 | Леди Стефани, Purple Passion, Кевин Джеймс     |
| Сцена 3 | Эрика Бойер, Марк Уаллис, Стив Пауэрс          |
| Сцена 4 | Трейси Лордз, Крэйг Робертс, Кевин Джеймс      |
| Сцена 5 | Кристи Кэнион, Питер Норт                      |
| Сцена 6 | Сахара, Марк Уаллис, Стив Пауэрс, Тони Мартино |
| Сцена 7 | Питер Норт                                     |
| Сцена 8 | Джек Бэйкер                                    |